# Mischa Zlotowski
Mischa Zlotowski (* 28. Oktober 1982 in Erfurt) ist ein ehemaliger deutscher Basketballspieler. Der 2,03 Meter große Flügelspieler spielte für Jena in der Basketball-Bundesliga.

## Laufbahn
Zlotowski spielte in seiner Heimatstadt bei HSG Pädagogik Erfurt und wechselte 1996 zum TuS Jena. Er stieg mit der Herrenmannschaft des Vereins 2001 in die 2. Basketball-Bundesliga auf und war in den Folgejahren Leistungsträger der Thüringer in der zweithöchsten Spielklasse Deutschlands. Er schaffte mit der Mannschaft, die im Laufe der Jahre unter verschiedenen Namen antrat (Erdgas Baskets, POM Baskets, dann Science City Jena), 2007 den Sprung in die Basketball-Bundesliga. Zlotowski bestritt während der Bundesliga-Spielzeit 2007/08 18 Einsätze in der deutschen Spitzenliga und erzielte dabei insgesamt zehn Punkte. Nach nur einem Jahr stieg Jena wieder ab, Zlotowski, der neben der Basketballkarriere an der Friedrich-Schiller-Universität ein Studium der Sportwissenschaft absolvierte, kam danach noch bis 2010 zu Einsätzen für die Thüringer in der 2. Bundesliga ProA. Er musste dem Leistungssport aufgrund einer Knieverletzung sowie einer Fingerblessur den Rücken kehren.
In den Jahren nach der Basketballlaufbahn wurde er als Leiter des Lauflabors Jena tätig.

### Nationalmannschaft
Zlotowski nahm im Jahr 2000 mit der deutschen Nationalmannschaft am Albert-Schweitzer-Turnier sowie an der EM-Ausscheidungsrunde teil, 2001 zählte er zum Aufgebot der U20-Nationalmannschaft.